# 김영기 (축구인)
김영기(1973년 12월 25일 ~ )는 대한민국의 전 축구 선수이자 현 지도자이다.